# Gunda Niemann-Stirnemann
Gunda Niemann-Stirnemann (nacida como Gunda Kleemann, Sondershausen, RDA, 7 de septiembre de 1966) es una deportista alemana que compitió para la RDA en patinaje de velocidad sobre hielo. 
Participó en cuatro Juegos Olímpicos de Invierno, entre los años 1988 y 1998, obteniendo en total ocho medallas: en Albertville 1992, oro en 3000 m y 5000 m y plata en 1500 m; en Lillehammer 1994, plata en 5000 m y bronce en 1500 m, y en Nagano 1998, oro en 3000 m, y plata en 1500 m y 5000 m.
Ganó 10 medallas en el Campeonato Mundial de Patinaje de Velocidad sobre Hielo entre los años 1989 y 2000, y 14 medallas en el Campeonato Mundial de Patinaje de Velocidad sobre Hielo en Distancia Individual entre los años 1996 y 2001. Además, obtuvo 11 medallas en el Campeonato Europeo de Patinaje de Velocidad sobre Hielo entre los años 1988 y 2001.

## Palmarés internacional
| Representando a la RDA                     |                                 |                   |                       |
| Campeonato Mundial                         |                                 |                   |                       |
| Año                                        | Lugar                           | Medalla           | Prueba                |
| 1989                                       | Lake Placid (Estados Unidos)    | Medalla de plata  | Clasificación general |
| Campeonato Europeo                         |                                 |                   |                       |
| Año                                        | Lugar                           | Medalla           | Prueba                |
| 1988                                       | Kongsberg (Noruega)             | Medalla de plata  | Clasificación general |
| 1989                                       | Berlín Occidental (RFA)         | Medalla de oro    | Clasificación general |
| 1990                                       | Heerenveen (Países Bajos)       | Medalla de oro    | Clasificación general |
| Representando a Alemania                   |                                 |                   |                       |
| Juegos Olímpicos                           |                                 |                   |                       |
| Año                                        | Lugar                           | Medalla           | Prueba                |
| 1992                                       | Albertville (Francia)           | Medalla de oro    | 3000 m                |
| 1992                                       | Albertville (Francia)           | Medalla de oro    | 5000 m                |
| 1992                                       | Albertville (Francia)           | Medalla de plata  | 1500 m                |
| 1994                                       | Lillehammer (Noruega)           | Medalla de plata  | 5000 m                |
| 1994                                       | Lillehammer (Noruega)           | Medalla de bronce | 1500 m                |
| 1998                                       | Nagano (Japón)                  | Medalla de oro    | 3000 m                |
| 1998                                       | Nagano (Japón)                  | Medalla de plata  | 1500 m                |
| 1998                                       | Nagano (Japón)                  | Medalla de plata  | 5000 m                |
| Campeonato Mundial                         |                                 |                   |                       |
| Año                                        | Lugar                           | Medalla           | Prueba                |
| 1991                                       | Hamar (Noruega)                 | Medalla de oro    | Clasificación general |
| 1992                                       | Heerenveen (Países Bajos)       | Medalla de oro    | Clasificación general |
| 1993                                       | Berlín (Alemania)               | Medalla de oro    | Clasificación general |
| 1995                                       | Savalen (Noruega)               | Medalla de oro    | Clasificación general |
| 1996                                       | Inzell (Alemania)               | Medalla de oro    | Clasificación general |
| 1997                                       | Nagano (Japón)                  | Medalla de oro    | Clasificación general |
| 1998                                       | Heerenveen (Países Bajos)       | Medalla de oro    | Clasificación general |
| 1999                                       | Hamar (Noruega)                 | Medalla de oro    | Clasificación general |
| 2000                                       | Milwaukee (Estados Unidos)      | Medalla de plata  | Clasificación general |
| Campeonato Mundial en Distancia Individual |                                 |                   |                       |
| Año                                        | Lugar                           | Medalla           | Prueba                |
| 1996                                       | Hamar (Noruega)                 | Medalla de oro    | 3000 m                |
| 1997                                       | Varsovia (Polonia)              | Medalla de oro    | 1500 m                |
| 1997                                       | Varsovia (Polonia)              | Medalla de oro    | 3000 m                |
| 1997                                       | Varsovia (Polonia)              | Medalla de oro    | 5000 m                |
| 1998                                       | Calgary (Canadá)                | Medalla de oro    | 3000 m                |
| 1998                                       | Calgary (Canadá)                | Medalla de oro    | 5000 m                |
| 1998                                       | Calgary (Canadá)                | Medalla de plata  | 1500 m                |
| 1999                                       | Heerenveen (Países Bajos)       | Medalla de oro    | 3000 m                |
| 1999                                       | Heerenveen (Países Bajos)       | Medalla de oro    | 5000 m                |
| 1999                                       | Heerenveen (Países Bajos)       | Medalla de plata  | 1500 m                |
| 2000                                       | Nagano (Japón)                  | Medalla de oro    | 5000 m                |
| 2000                                       | Nagano (Japón)                  | Medalla de plata  | 3000 m                |
| 2001                                       | Salt Lake City (Estados Unidos) | Medalla de oro    | 3000 m                |
| 2001                                       | Salt Lake City (Estados Unidos) | Medalla de oro    | 5000 m                |
| Campeonato Europeo                         |                                 |                   |                       |
| Año                                        | Lugar                           | Medalla           | Prueba                |
| 1991                                       | Sarajevo (Yugoslavia)           | Medalla de oro    | Clasificación general |
| 1992                                       | Heerenveen (Países Bajos)       | Medalla de oro    | Clasificación general |
| 1994                                       | Hamar (Noruega)                 | Medalla de oro    | Clasificación general |
| 1995                                       | Heerenveen (Países Bajos)       | Medalla de oro    | Clasificación general |
| 1996                                       | Heerenveen (Países Bajos)       | Medalla de oro    | Clasificación general |
| 1997                                       | Heerenveen (Países Bajos)       | Medalla de plata  | Clasificación general |
| 2000                                       | Hamar (Noruega)                 | Medalla de plata  | Clasificación general |
| 2001                                       | Baselga di Piné (Italia)        | Medalla de oro    | Clasificación general |